# Шепелевка (Козельщинский район)
Шепелевка (укр. Шепелівка) — село,
Василевский сельский совет,
Козельщинский район,
Полтавская область,
Украина.
Население по переписи 1982 года составляло 50 человек.
Село ликвидировано в 1986 году.

## Географическое положение
Село Шепелевка находится в сильно заболоченной местности на расстоянии в 2 км от сёл Павловка, Александровка и Харченки.

## История
Село указано на трехверстовке Полтавской области. Военно-топографическая карта.1869 года как хутор Шепелевка.